# Troels Trier (musiker)
 For alternative betydninger, se Troels Trier. (Se også artikler, som begynder med Troels Trier)
Troels Trier (født 17. januar 1940 i København) er en dansk multikunstner. Han er far til sangeren og musikeren Tobias Trier og bror til Lars Trier.
Han debuterede på Eks-skolens sommerudstilling i 1961. Som sporadisk besøgende i Spanien, mødte han den spansk/engelske maler Jean Logie, som han blev gift med. Hun døde i en tidlig alder som følge af en trafikulykke, som Trier også var impliceret i, men slap uskadt. Arbejdede i en periode med keramik sammen med Hannelene Meinild, som han også dannede par og fik et barn med. Meinild og parrets datter døde ved en drukneulykke i 1968.
I 1968 oprettede Troels Trier sammen med Dea Trier Mørch, Yukari Ochiai og Ole Finding kunstnerkollektivet Røde Mor, der arbejdede med politisk kunst i form af grafik og plakater og havde tæt tilknytning til Vietnambevægelsen. Røde Mor udviklede sig til et kunstnerkollektiv, og Troels Trier forsynede gruppen med tekst og musik. Gruppen begyndte nu et samarbejde med Clausen og Petersens gadecirkus.
Røde Mor udgav en række grammofonplader og sangbøger og turnerede i hele Skandinavien med store rockshows. I 1978 blev Røde Mor nedlagt, hvorefter Troels Trier lavede soloplader og shows. Han begyndte at skrive og opføre revyer sammen med bl.a. Anne Marie Helger, Helle Ryslinge, Helle Fastrup, Peter Ingemann og Niels Skousen.
Troels Trier startede sammen med Rebecca Brüel et musikalsk comedyprojekt i 1982, som resulterede i plader, videoer og et show.
I 1995 medvirkede han som skuespiller til Fyrværkerikampagnen Bent og Bents far i rollen som Bents far, samt Dennis og Dummys demoshow som demonstratøren Dennis.
Trier blev økologisk landmand, men i 1998 tog han maleriet op igen og har derefter jævnligt haft udstillinger.
Røde Mor Rockcirkus gendannedes i 2002 i forbindelse med retrospektiv udstilling på Den Sorte Diamant og genudgivelse af bagkataloget på CD. Oprindelig var det kun tanken, gruppen skulle eksistere for en enkelt turné under navnet Røde Mors Rullende Rollator-Show, men de fortsatte i seks år og udgav 2006 en mini-cd. I 2008 spillede gruppen på ny afskedskoncert. Det gjorde den også i 2011. 
Røde Mor har senere givet korte koncerter i forbindelse med Troels Triers ferniseringer. Troels Trier turnerer 2019-2020 alene med et keyboard under overskriften Fra Røde Mor Til Grøn Far og nu "Troels Triers Zombie Show".  

## Diskografi
Med Røde Mor
- Johnny gennem ild og vand, EP (1970)
- Rok' ork (1971)
- Ta' hva' der er dit (1972)
- Grillbaren (1973)
- Linie 3, (1974/1975)
- Betonhjertet, dobbel live-LP (1975)
- Hjemlig hygge (1976)
- Sylvesters drøm – live (1978)
- Røde Mor, EP (2006)
- Opsamling, samle-CD (2007)

Soloalbum
- Rosa (1974)
- Arbejdsløs: Dansk fremmedarbejder i Sverige (1976)
- Kys Frøen (1977)
- Dukkehuset (1978)
- Live – Fantastisk tid (1980)

Singler og EP'er
- Troels Trier, Niels Skousen, Vigga Bro, Arne Würgler: Nej til politiske Udvisninger (1977)
- Troels Trier: Discodronning / Det daglige Mord (1980)

Med Rebecca Brüel
- Troels Trier og Escort de Luxe: Kære Garli (1982)
- Stardust Bodega (1985)
- Bøf med løg (1986)
- Hansen & Jensen (1987)
- Bar røv og gummisko (1988)
- To tykke med brød (1990)
- Hoster du i nat (1994)
- De Bedste – Troels Trier & Rebecca Brüel (1999)
- Biler på mars (2002)

Samlealbum
- Jeg er på rekreation – Greatest Hits (1989)
- Jeg er på rekreation – Greatest Hits, 3 CD-er (2006)
- Komplet & Raritæter (2011)